# ژولیان بلگی
ژولیان بلگی (فرانسوی: Julien Belgy‎؛ زادهٔ ۶ مهٔ ۱۹۸۳) دوچرخه‌سوار اهل فرانسه است.
از باشگاه‌هایی که در آن رکاب زده‌است می‌توان به تیم دوچرخه‌سواری دیرکت انرژی اشاره کرد.